# Oreochromis salinicola
Espèce
Statut de conservation UICN

 VU  : Vulnérable
Synonymes
- Tilapia salinicola Poll, 1948
- Tilapia natalensis (non Weber, 1897)[1]

Oreochromis salinicola est une espèce de poissons de la famille des Cichlidae et de l'ordre des Cichliformes. Cette espèce est endémique de l'Afrique. Il fait partie des nombreuses espèces regroupées sous le nom de Tilapia.

## Répartition géographique
Cette espèce est endémique de l'Afrique. Cette espèce ce rencontre seulement à Mwashia (également orthographié en Moa Chia, Mwashya), une région de sources salines près de la rivière Lufira en dessous du lac de barrage au Mwadingusha (voir aussi Lac Tshangalele), dans le bassin supérieur du fleuve Congo en République démocratique du Congo.